# Фалєєв Михайло Леонтійович
Миха́йло Лео́нтійович Фалє́єв (нар. 1730, Курськ — пом. 18 (29) листопада 1792, Миколаїв) — купець, містобудівник, перший громадянин міста Миколаєва.

## Біографія

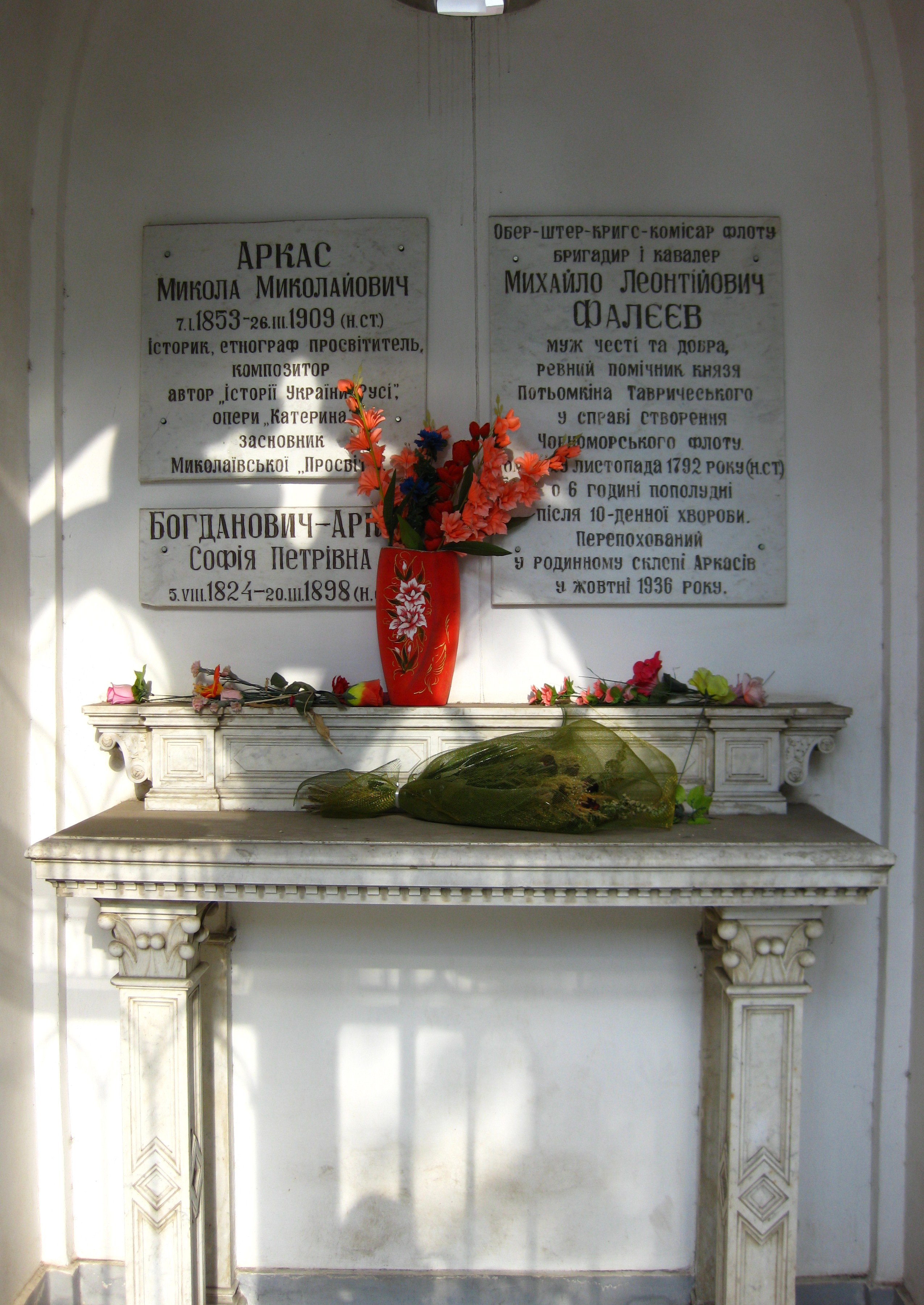
Могила Фалєєва в сімейному склепі Аркасів

Народився у сім'ї купця. Був купецем у місті Кременчук, у 1780-х — відкомандирований до Катеринослава. Найближчий помічник князя Потьомкіна. Ім'я Фалєєва пов'язане з будівництвом Чорноморського флоту — Михайло Фалєєв керував коштами щодо спорудження кораблів. Одразу після подорожі Катерини ІІ у червні 1787 року, призначається доглядачем за пропуском суден через Дніпровські пороги. Опікувався розчищенням Дніпрових порогів.
Перший громадянин міста Миколаїв, Фалєєв мав велику вагу стосовно будівництва верфі у гирлі річки Інгул, будівництва на ній військових кораблів і у спорудженні Адміралтейства та самого міста Миколаєва. Спільно з корабельним майстром С. І. Афанасьєвим він, зокрема, зробив обстеження берегів і проміри глибини гирла річки Інгул та Бузького лиману. Постачав у Миколаївське і Севастопольське адміралтейства ліс, вугілля, артилерію, припаси.
Дістав чин полковника і директора за освоєння Дніпровських порогів та нагороджений орденом Святого Володимира IV ступеня.
Отримавши навесні 1788 року від генерал-губернатора Новоросії розпорядження вирушити до м. Херсон для будівництва 15 гребних запорізьких човнів, Фалєєв упорався з цим завданням в найкоротші терміни. Спущені на воду судна стають основою Дніпровсько-Чорноморської флотилії, необхідної для участі в штурмі турецької фортеці Джанкріменд (Очаків).
Після її взяття, Михайло Леонтійович 10 грудня 1789 нагороджений орденом Святого Володимира III ступеня.
13 жовтня 1790 йому надали чин бригадира і обер-штернкрігс-комісара нового Адміралтейства. Жив М. Л. Фалєєв спочатку в Богоявленську (сьогодні Корабельний район Миколаєва), потім у самому місті у власному будинку на розі Німецької та Нікольської вулиць. Будинок цей до наших днів не зберігся.
Після нападу і знищення Запорозької Січі, Фалєєв як людина з оточення Г. Потьомкіна отримує вже 1776 року в рангову дачу, значні земельні угіддя в колишніх запорозьких займищах і відтак стає одним з найбільших землевласників на Катеринославщині. Тільки в Новомосковському повіті при селах Вільному і Михайлівці володів 12 000 десятинами землі. А ще при с. Павло-Кичкас (територія сучасного міста Запоріжжя) мав 12000 десятин зручної та 4513 десятин незручної землі. 1781 року став клопотати про відкриття у с. Вільному на р. Самарі Свято-Духівської церкви (освячена 1782 р.). Землі у Новомосковському повіті успадкувала по його смерті племінниця Авдотья Петрівна Родзянко (до шлюбу Фалєєва) — дружина Петра Єремійовича Родзянка і прабабуся голови Державної Думи Росії М. В. Родзянка.
Помер М. Л. Фалєєв 18 листопада 1792. У власному заповіті він розпорядився всіх дворових людей, які при ньому служили, відпустити на волю. Розпорядився також повернути після його смерті рахунки і векселі всім людям, які йому заборгували.
Тіло його було поховане в Миколаєві біля вівтарної стіни споруджуваного собору Григорія великої Вірменії (пізніше — Адміралтейський собор). У 1936 році могила-склеп засновника міста були спаплюжені і зруйновані більшовицькою владою. Труна з останками Фалєєва була обв'язана дротом і на підводі перевезена на старе міське кладовище, де його помістили в склеп родини Аркасів.
Ухвалою виконкому Миколаївської обласної ради депутатів трудящих від 2 липня 1971 року, склеп Аркасів охороняється як пам'ятка історії та культури.

## Вшанування пам'яті
У 1890 р. Міська Дума Миколаєва, до 100-річчя міста, перейменувала вулицю Німецьку, де стояв будинок Фалєєва на Фалєєвську. Після революції, з 1924 р. вулиця носила ім'я Леніна. 1946 року ім'я Леніна перейшло Херсонській вулиці (проспект Леніна), а цій вулиці повернули її історичну назву — Фалєєвська. Розпорядженням очільника Миколаївської обласної військової адміністрації від 26 липня 2024 року вулиця Фалєєвська перейменована на вулицю Олексія Вадатурського